# Clases Pasivas
El Régimen de Clases Pasivas del Estado es el régimen legal específico de protección frente a los riesgos de vejez, incapacidad, muerte y supervivencia aplicable en España a los funcionarios del Estado que accedieron al servicio público antes de 2011. 
Se incluyen en el régimen también los funcionarios de algunos entes que no forman estrictamente parte del Estado, como las Cortes Generales, el Tribunal Constitucional, el Tribunal de Cuentas, el Defensor del Pueblo y el Consejo General del Poder Judicial. Se trata de un régimen a extinguir, por cuanto los funcionarios que han accedido a tal condición a partir de 1 de enero de 2011 quedan encuadrados en el Régimen General de la Seguridad Social en virtud de lo establecido en el Real Decreto-Ley 13/2010, de 3 de diciembre. De igual manera, no están incluidos dentro del régimen de clases pasivas los funcionarios de las comunidades autónomas ni los de las entidades locales (municipios, provincias, islas).
El Régimen de Clases Pasivas del Estado constituye uno de los mecanismos de cobertura que componen el Régímen Especial de Seguridad Social establecido para los funcionarios del Estado. El sistema se sufraga con cargo a los Presupuestos Generales del Estado. Hasta 2020, el organismo encargado de gestionar las pensiones de jubilación y retiro de los funcionarios civiles y militares de la Administración Central fue la Dirección General de Costes de Personal y Pensiones Públicas del Ministerio de Hacienda. Desde enero de 2020, el Ministerio de Inclusión, Seguridad Social y Migraciones asume las competencias en esta materia, a través del Instituto Nacional de la Seguridad Social.

## Origen
El régimen de Clases Pasivas del Estado tiene su origen en el Real Decreto de la Presidencia del Consejo de Ministros de 22 de octubre de 1926, que estableció un sistema de pensiones universal para los empleados públicos. El régimen garantizaba una pensión mínima y a la vez preveía la posibilidad de aportar contribuciones adicionales para cobrar una pensión complementaria.

## Mutualidades de funcionarios
Los funcionarios públicos españoles del Estado quedan encuadrados, a efectos de su protección social, en un doble mecanismo de cobertura: el Régimen de Clases Pasivas y el Régimen del Mutualismo Administrativo. La integración de los funcionarios de ingreso posterior a 1 de enero de 2011 en el Régimen General de la Seguridad Social lo es a los exclusivos efectos de clases pasivas, pues se mantiene con el mismo alcance la acción protectora gestionada por las respectivas mutualidades de funcionarios.

## Ámbito de cobertura
Según el artículo 2 del Real Decreto Legislativo 670/1987, el ámbito personal de cobertura de este régimen es:
- Los funcionarios de carrera de carácter civil de la Administración del Estado.
- El personal militar de carrera y el de las escalas de complemento y reserva naval y el de tropa y marinería profesional que tuviera adquirido el derecho a permanecer en las Fuerzas Armadas hasta la edad de retiro.
- Los funcionarios de carrera de la Administración de Justicia.
- Los funcionarios de carrera de las Cortes Generales.
- Los funcionarios de carrera de otros órganos constitucionales o estatales, siempre que su legislación reguladora así lo prevea.
- El personal interino a que se refiere el artículo 1.° del Decreto-ley 10/1965, de 23 de septiembre.
- El personal mencionado anteriormente que preste servicio en las diferentes comunidades autónomas como consecuencia de haber sido transferido al servicio de las mismas.
- Los funcionarios en prácticas pendientes de incorporación definitiva a los distintos cuerpos, escalas y plazas y los alumnos de academias y de escuelas militares a partir de su promoción a caballero alférez-cadete, alférez alumno, sargento-alumno o guardiamarina.
- Los expresidentes, vicepresidentes y ministros del Gobierno de España.
- El personal que cumpla el servicio militar en cualquiera de sus formas, los caballeros cadetes, los alumnos y los aspirantes de las escuelas y academias militares y el personal civil que desempeñe una prestación social sustitutoria del servicio militar obligatario.
- El personal militar de empleo y el de las escalas de complemento y reserva naval y el de tropa y marinería profesional que no tenga adquirido el derecho a permanecer en las Fuerzas Armadas hasta la edad de retiro.

No obstante, los funcionarios que han accedido a esta condición después de 1 de enero de 2011 están obligatoriamente incluidos en el Régimen General de la Seguridad Social.

## Edad de jubilación

### Jubilación forzosa
La edad de jubilación forzosa de los funcionarios públicos acogidos al régimen de Clases Pasivas es 65 años con las siguientes excepciones:
- Funcionarios de cuerpos docentes universitarios: a los 70 años.
- Magistrados, jueces y fiscales a los 70 años.
- Registradores de la propiedad ingresados antes del 1 de enero de 2015: a los 70 años.

### Prórroga de permanencia en el servicio activo
Los funcionarios civiles de la Administración General del Estado pueden optar por la prolongación de la permanencia en el servicio activo hasta que cumplan, como máximo, los 70 años de edad. El funcionario puede poner fin a la situación de prolongación de la permanencia en el servicio activo en cualquier momento con una antelación mínima de tres meses a la fecha prevista. 
Los jueces y los magistrados pueden permanecer en el servicio activo hasta que cumplan como máximo 72 años, según se establece en el artículo 386 de la Ley Orgánica del Poder Judicial y los notarios también de acuerdo con el artículo 1 de la Ley 29/1983, de 12 de diciembre, sobre jubilación de Notarios, Agentes de Cambio y Bolsa y Corredores Colegiados de Comercio.

### Jubilación voluntaria
Para solicitar la jubilación voluntaria es necesario que el funcionario cumpla las condiciones siguientes:
- Ser mayor de 60 años de edad.
- Tener reconocidos 30 años de servicios efectivos al Estado.

## Pensiones
Los funcionarios comprendidos en el Régimen de Clases Pasivas, en el momento de jubilarse o de fallecer, causan en su favor o en el de sus familiares derecho a las prestaciones ordinarias y extraordinarias correspondientes, con las condiciones establecidas en la ley, y que se concretan en:
- Jubilación.
- Viudedad.
- Orfandad.
- En favor de los padres.

Para la pensión de jubilación, se exige un periodo de carencia de 15 años de servicio efectivo al Estado.
La cuantía de la pensión ordinaria de Clases Pasivas se determina aplicando al haber regulador, que se aprueba cada año para cada grupo de funcionarios establecido en la Ley General de Presupuestos del Estado, el porcentaje establecido en función del número de años completos de servicios efectivos al Estado.

### Cómputo recíproco de cuotas entre regímenes de Seguridad Social
Tanto el Régimen de Clases Pasivas como el Régimen General de la Seguridad Social contemplan en su normativa el reconocimiento de forma recíproca de los periodos de cotización a los otros regímenes. De esta manera, en el cálculo de las pensiones, en el Régimen de Clases Pasivas, se tendrán en cuenta los periodos de cotización que puedan tener los funcionarios al Régimen General de la Seguridad Social. De igual manera, los servicios prestados al Estado pueden computarse para causar pensiones en cualquier otro régimen público de Seguridad Social.